# 5108 Lübeck
För andra betydelser, se Lübeck (olika betydelser).
5108 Lübeck eller 1987 QG2 är en asteroid i huvudbältet som upptäcktes den 21 augusti 1987 av den belgiske astronomen Eric W. Elst vid La Silla-observatoriet. Den är uppkallad efter den tyske barockkompositören Vincent Lübeck.
Asteroiden har en diameter på ungefär 4 kilometer och den tillhör asteroidgruppen Vesta.